# Château du Cros (Gironde)
Le château du Cros est une forteresse en ruines située sur la commune de Loupiac, dans le département de la Gironde, en France.

## Localisation
Le château se trouve à environ 500 mètres de la sortie sud du village, sur une colline surplombant la Garonne et la route départementale D10 ; accessible que par une voie privée, il fait partie du domaine viticole éponyme dont les bâtiments sont situés en contrebas, le long de cette RD10.

## Historique
Du château bâti entre la fin du XIIe siècle et le milieu du XIVe, il ne reste qu'une tour encore couverte (restaurée en 1993), une tour étêtée, un pavillon datant du XVIIe siècle, et des vestiges de murs. Des travaux de réhabilitation sont en cours.
Il s’agit à l’origine d’un château roman, comme le suggère sa mise en chantier, en 1155, tel que l’atteste le Cartulaire de la Sauve-Majeure. Repensé et remodelé au fil du temps, le plan d’ensemble qui se présente à nous se situe entre le XIVe siècle et le XVIIe siècle.
Sa situation dominante, sur un éperon rocheux, a été évidemment choisie à la fois pour une raison défensive, puisque le château fut bâti pour des raisons militaires, mais aussi pour une raison de surveillance du trafic fluvial.
Durant la guerre de Cent Ans, le château du Cros resta dans le camp anglais, ses défenseurs repoussant farouchement les seigneurs de Benauge. Il passa de familles en familles au cours des siècles, mais fut continuellement habité jusqu'à la Seconde Guerre mondiale. Celle-ci allait lui être fatale. En effet, l’armée allemande le réquisitionna d’abord pour son point de vue idéal, mais s’en servit aussi comme cible de tirs pour entraîner ses soldats. Les forces d’occupations l’achevèrent à l’explosif peu avant de se retirer. Dans ces conditions, à la fin de la guerre, le château fut abandonné. 
Depuis, sans toiture pour le protéger, et à la merci des intempéries, des vols et du vandalisme, le site se dégrada rapidement et pris l’aspect que nous lui connaissons aujourd’hui. 
L'édifice a été inscrit à l'inventaire supplémentaire des monuments historiques par arrêté du 31 décembre 1993.

## Description

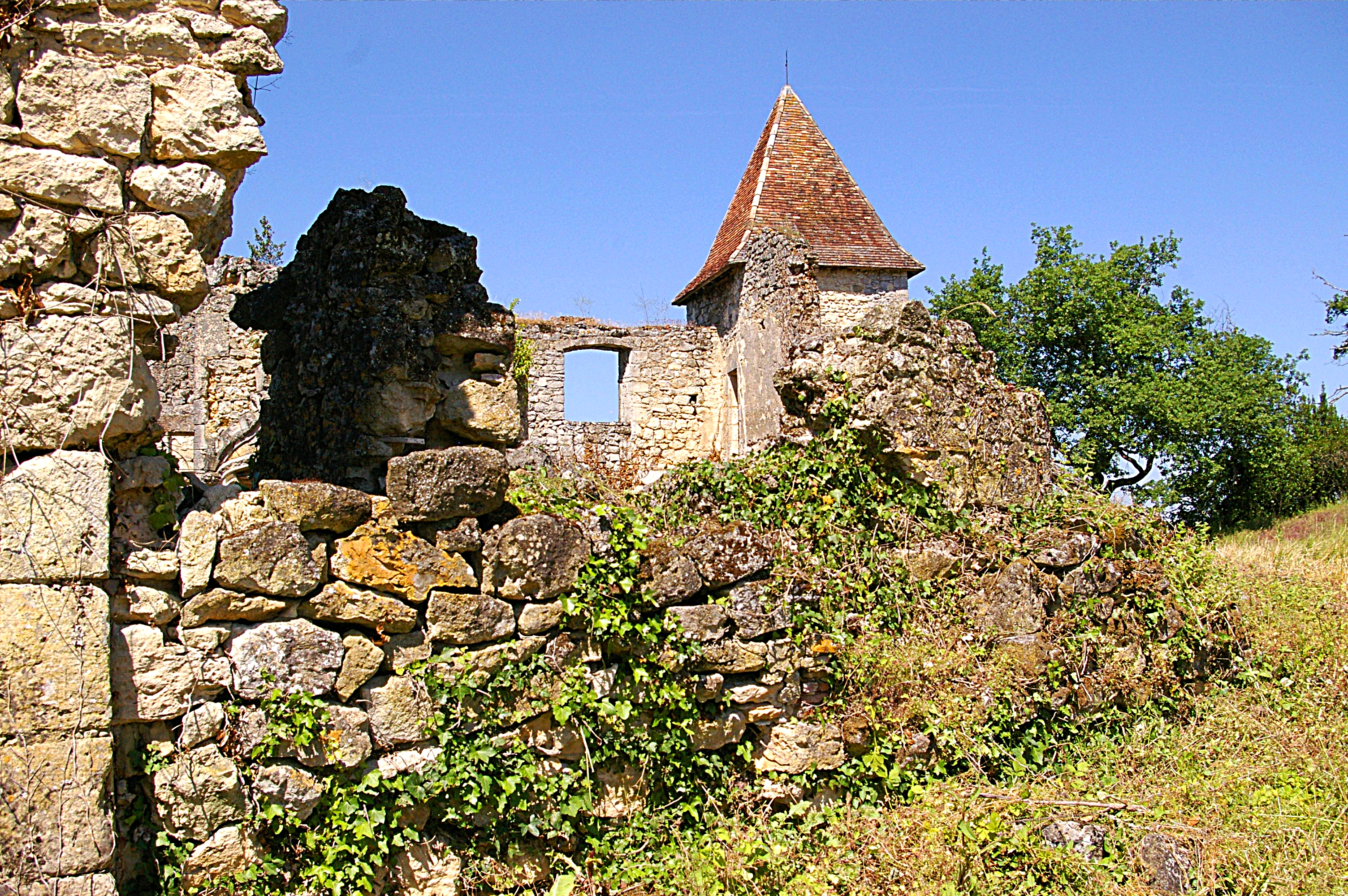
Les vestiges (juin 2006)

## Restaurations et animations du site

### Les restaurations
Depuis l'année 2008, le Vieux Château du Cros a été placé, via un bail emphytéotique, sous la responsabilité de l'association « les Amis du Vieux Château du Cros ». C'est à partir de 2010 qu'ont réellement commencé les restaurations, avec notamment :
- L'imperméabilisation des têtes de murs,
- La restauration des fenêtres,
- La restauration de certaines cheminées,
- La réfection de sa tour d'escalier et de sa porte de style gothique flamboyant.

### Les animations annuelles
Depuis 2010 également, l'association des « Amis du Vieux Château du Cros » propose deux animations gratuites à l'année.
La première se situe généralement le premier week-end de juin, et se nomme les Journées Médiévales du Cros. On y retrouve un concept de marché thématique médiéval et artisanal, animé par une ou plusieurs troupes, couplé à des visites libres ou guidées du site.
La seconde des animations se place à l'occasion des Journées européennes du patrimoine (le troisième week-end de septembre), et se veut plus simple, en proposant des visites guidées animées par des troupes de reconstitution historique et de spectacle.